# 빌랄폰시나
빌랄폰시나(이탈리아어: Villalfonsina)는 이탈리아 아브루초주 키에티도에 있는 코무네이다.